# ناحیه کنوکی، میشیگان
ناحیه کنوکی (به انگلیسی: Kenockee Township) یک منطقهٔ مسکونی در ایالات متحده آمریکا است که در شهرستان سنت کلیر، میشیگان واقع شده‌است.
 ناحیه کنوکی ۹۲٫۸ کیلومتر مربع مساحت و ۲٬۴۷۰ نفر جمعیت دارد و ۲۲۳ متر بالاتر از سطح دریا واقع شده‌است.